# Lisbeth Salander
Lisbeth Salander (30 april 1978) is een personage van de Zweedse schrijver en journalist Stieg Larsson. Ze is een van de twee hoofdpersonages van de bekroonde Millennium-trilogie en verschijnt voor het eerst in Mannen die vrouwen haten. Ze is er ook bij in de twee daaropvolgende delen, De vrouw die met vuur speelde en Gerechtigheid.

## Profiel
Larsson stelde in verschillende interviews dat het personage van Salander gebaseerd was op de gedachte hoe Pippi Langkous als volwassene zou zijn geweest. In zijn trilogie heeft Salander een bordje naast haar appartementsdeur in de Svartensgatan in Stockholm met de tekst 'V. Kulla', dat refereert aan 'Villa Villekulla' (in het Nederlands Villa Kakelbont), het huis van Pippi Langkous. Net zoals Langkous heeft Salander rood haar, dat ze zwart heeft geverfd. In haar nek heeft ze een tatoeage van een wesp en op haar rug een van een draak.